# Alexandre Alberto da Rocha de Serpa da Costa Pinto
Alexandre Alberto de Serpa da Costa Pinto (Vimieiro, (Sande) c. 1760 — Vimieiro, 1839) foi um militar que se distinguiu durante a Guerra Civil Portuguesa e na fase inicial do regime constitucional português. Foi deputado às Cortes em 1823, 1834-1836 e 1838-1839.

## Biografia
Nasceu provavelmente em Vimieiro, freguesia de Sande (hoje concelho de Marco de Canaveses), filho do capitão-mor de ordenanças do concelho de Ferreiros de Tendais, António de Serpa Pinto da Costa e de sua mulher Ana Angélica Maria Pinto de Abreu. Foi avô materno do explorador africanista Alexandre de Serpa Pinto.